# ماكسيم شابوفال
ماكسيم شابوفال (6 يوليو 1978 - 27 يونيو 2017) كان ضابطًا كبيرًا (عقيدًا) في القوات المسلحة الأوكرانية ورئيسًا للقوات الخاصة لمديرية المخابرات . كان العقيد شابوفال قد عاد مؤخرًا من منطقة النزاع في شرق أوكرانيا، وفي 27 يونيو 2017، اغتيل في هجوم بسيارة مفخخة في وسط كييف. في وقت وفاته، كان شابوفال يحقق في التورط الروسي في شرق أوكرانيا. جمع معلومات عن مواقعهم وأسلحتهم، والتي كانت قادرة على إثبات موقف أوكرانيا في المحكمة الجنائية الدولية في لاهاي بشأن العدوان المسلح الروسي.